# 马西亚克拉克罗兹
马西亚克拉克罗兹（法語：Marcillac-la-Croze，法語發音：[maʁsijak la kʁɔz]）是法国科雷兹省的一个市镇，位于该省南部略偏西，属于布里夫拉盖亚尔德区。

## 地理
马西亚克拉克罗兹（45°2'7"N, 1°44'35"E）面积6.08 平方千米，位于法国新阿基坦大区科雷兹省，该省份为法国中南部省份，北起上维埃纳省和克勒兹省，西接多爾多涅省，南至洛特省，东临多姆山省和康塔爾省。
与马西亚克拉克罗兹接壤的市镇（或旧市镇、城区）包括：布朗塞耶、屈尔蒙特、洛斯唐日、皮达尔纳克、圣巴齐勒德梅萨克、圣瑞利安莫蒙、蒂代伊。
马西亚克拉克罗兹的时区为UTC+01:00、UTC+02:00（夏令时）。

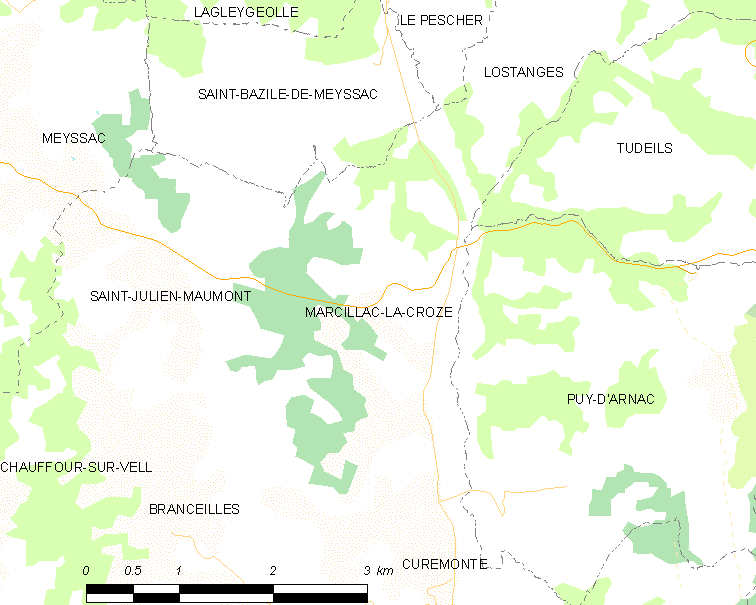
马西亚克拉克罗兹的OSM定位图

## 行政
马西亚克拉克罗兹的邮政编码为19500，INSEE市镇编码为19126。

## 政治
马西亚克拉克罗兹所属的省级选区为科雷兹南部县。

## 交通
科雷兹省省道D15线、D38线和D163线在境内交汇。

## 人口

1962-2008年间马西亚克拉克罗兹人口变化图示

马西亚克拉克罗兹于2022年1月1日时的人口数量为176人。